# محوطه پیچ بن
محوطه پیچ بن مربوط به دوران‌های تاریخی پس از اسلام است و در شهرستان قزوین، بخش الموت، روستای پیچ بن واقع شده و این اثر در تاریخ ۲۵ اسفند ۱۳۸۰ با شمارهٔ ثبت ۵۵۴۷ به‌عنوان یکی از آثار ملی ایران به ثبت رسیده است.
این‌روستای زیباو سرسبز یک روستای تورسیتی و پر از جاذبه های طبیعی برای گردشگران است
آبشار تارانتوس یکی از مکان های دیدنی پیچ بن است.